# Левків (Житомирський район)
Левкі́в (pol.Lewków, Łowkowo, рос. Левков)— село в Україні, у Житомирському районі Житомирської області. Населення становить 2886 осіб.

## Географія
Основна артерія села — річка Тетерів, яка має чисельні притоки, найбільша з яких річка Калинівка, що протікає у центрі Левкова. Село розкинулося саме по розлогих схилах річки, а районів села навіть більше ніж в обласному центрі — Житомирі.
На території Левкова досить велика кількість лісу, функціонує лісництво.
На південно-західній і на північно-східній околицях села річки Русятинка і Дорогинка впадають у Тетерів.

## Історія
Люди на околицях села живуть з часів І тис. до н. е.– І-ІІ, про що свідчить знайдене у 1992 році археологом Тарабукіним О. О. поселення племен зарубинецької культури (Пд-Зх, лівий берег Тетерева). Ним також зібрано тут фрагменти глиняного посуду та кістки тварин.
У центрі села поселення III—V, Х-ХІІІ та ХІІ-ХІІІ (Пд-Зх схил лівого берега Калинівки) ст.ст..
Починаючи з нашої доби людина тут живе майже безперервно.

### Заснування й походження назви
Приписне село під назвою Ловкова згадується в інвентарі міста Житомира під час люстрації Київської землі близько 1471 року (після перетворення Київського князівства на Київське воєводство ВКЛ), що був складений за великого князя литовського Олександра і підтверджений Станіславом Августом 22 квітня 1788 р. За цим документом в Ловкові жило 10 данників, що не виконували робіт для замку, а платили данину місту Житомиру медом, 18 селян-пахарів, що поселились нещодавно та платили «подимне», 2 двори не платили, 5 ловчих, що ходили на полювання для міста. Певно від того, що в селі жили мисливці воно і отримало назву Ловків, проте з середина XIX ст. поселення почало називатися Левків.

### У складі Великого князівства Литовського
До 1569 року, село входило до Великого князівства Литовського.
На початку XVI століття зем'янин Гнівош Воронич (польськ. — Gniewosz Worona) отримав Ловков (польськ. — Łowków) та Іванків від польського короля Олександра Ягеллончика. Пізніше ці землі успадкує його син Стецько (польськ.– Stećko Woronicz), згодом — онук Миколай (польськ. — Mikołaj Woronicz).
На 1552 рік в селі проживало 10 чоловік, а його власники Стецько та Миколай лиш навідувались з Хмільника.
У жовтні 1586 року Миколай Воронич продає свою частку спадщини, зокрема Ловков, троюрідному брату Богдану Стрибилю (польськ. — Bohdan Strybił), сину Івана Стрибиля з с. Пилиповичі та Овдотьї Івашковни Воронянки (польськ. — Owdotyja Woronianka młodsza).

### У складі Речі Посполитої
Після Люблінської унії, прилеглі землі перейшли до складу Польщі. Почалася ера польського панування: посилився національний, релігійний та економічний гніт. Відразу з включенням Правобережжя до Речі Посполитої, на всіх теренах починається масове закріпачення селянства, яке негативно вплинуло на економічне становище села.
В актах 1590 року згадується село Ловков як маєтність пана Богдана Стрибиля, 1639 року — власність його онуків Абрама та Михайла Стрибилів.
1611 року кілька сотень козаків під керівництвом Книша та Магдалянського напали на маєток.
У актах Люстрації подимного Житомирського повіту 1683 року в Ловкові в маєтку пана Стрибиля вказано вісім димів (хат), з яких 2 злотих; та два дима селян, з яких також 2 злотих.
У 1751 році гайдамаки пограбували маєток, що належав на той час новгородському чашнику Михайлу Стрибелю.
На 1754 рік вдова Михайла Стрибеля сплачувала місту Житомиру 25 злотих, а у скарбницю 100 злотих.
Під час люстрації староств Житомирського повіту, станом на 1789 рік Ловков належав Вавжинцю Лаврентію Прушинському роду герба Равич (герб) (польськ. — Wawrzyniec Laurenty Pruszyński).

### У складі Російської імперії
У 1793 році, за другим поділом Речі Посполитої, Правобережжя входить до складу Російської імперії. Левків стає одним з найбільших поселень Житомирського повіту, Волинської губернії, активно починається уже російський процес закріпачення.
Села Левків та Калинівка відходять у володіння Йосипа Станіславовича Прушинського (польськ. — Józef Pruszyński), який мало не став у 1770-х роках хорунжим. Його батько Станіслав-Костка Прушинський (польськ. — Stanisław Kostka Pruszyński) — каштелян житомирського замку у 1786—1795 роках. Пізніше ці землі разом з селянами-кріпаками успадкує Емілія Йосипівна Прушинська. Родина Прушинських постійно проживала у Поморянах.
Новим власником на 1850 рік вже був дворянин Анзельм Антонович Клечинський (польськ. — Anzelm Kleczyński).
У 1862 р. на кошти прихожан в селі була побудована церква Преображення Господнього. Дерев'яна, з дзвіницею, на кам'яному фундаменті. До приходу належали Бистрі та Кошарища. При церкві діяла школа на 40 учнів. У 1869 р. на цвинтарі була побудована каплиця.
На мапах Ф. Ф. Шуберта 1846—1875 років в урочищі Мокрець, на притоці Тетерева Русятинці, вказана винокурня, в урочищі Рухлянка — пасіка, а поблизу кладовища — цегельня.
У 1867 році на території села було знайдено скарб — 201 більйонна (срібна) монета.
У 1870 році запрацював винокурний та спиртоочисний завод № 2 на паровому двигуні. Спирт виготовляли з картоплі та пшениці. У селі проживало 1117 мешканців, знаходились церква, 6 крамниць, 5 ремісників, крім гуральні ще смолярня. Власники села — Прушинські. Вірні РКЦ відносились до парафії в Ліщині.
У грудні того ж року помирає пан Клечинський і землі придбав Федір Трєпов (старший) на посаг доньці Анастасії Нірод.
У 1873 відкрито двокласне училище. Також працював свічковий та смоляний завод на східній околиці села (на правому березі Тетерева), шість крамниць, фельдшерський пункт, аптека Ушеренка Е. Д.
У 1906 році Левків вже містечко Левківської волості Житомирського повіту Волинської губернії. Відстань від повітового міста 12 верст. Дворів 645, мешканців 3486.
В околицях села наприкінці XIX ст. — початку XX ст. розміщувався хутори Зеленої (31 житель), Рухлянка, фільварок Клечин (8 жителів), також селяни проживали в урочищах Любка (20 жителів), Нетребовка (13 жителів) та Русятинка (3 жителя).

#### Родина Нірод
На території села (у центрі, поблизу школи) і дотепер існують залишки маєтку, що належав родині графа, члена Державної ради Волинського земства (1913 рік), таємному раднику, Максиміліану Євстафійовичу Ніроду та фрейліні Анастасії Федіровни Нірод (Трєповій).
Так, станом на 1913 Анастасії Федорівні належало село Левків з винокурно — ректифікаційним заводом (здавався в оренду С. М. Михновському, згодом — Ю. С. Рупневському) та водяним млином (здавався в оренду Б. Ф. Кржеховському), лісопилка в урочищі Любна (Любка також) (в оренді купця Аврума Шпильберга), село Бистрі з млином, а її чоловіку — Рудня-Городище, Любашки (Ровенський повіт).
На винокурному заводі працювало 25 робітників і за рік виготовлялось близько 140 тис. літрів спирту. Млин за рік переробляв до 130 тис. пудів зерна.
За ініціативою дружини брата Федора, Єлизавети Сергіївни Трєпової (Кільхен), у 1897 році графиня Анастасія Нірод виділила частину земель у сосновому бору над річкою Тетерів (в районі залізничного мосту) під будівництво дитячого літнього санаторію ім. Великої княжни Ольги Миколаївни. Метою відкриття було надання слабим дітям найбіднішого міського населення умов для оздоровлення протягом літа. Санаторій мав два дерев'яні корпуси і був розрахований на 50 хлопців та 50 дівчат. Також тут побудовано сторожку залізничного мосту. На будівництво комплексу було пожертвовано житомирськими меценатами близько 14 тисяч рублів, а лікарі навіть погодились працювати безкоштовно.
Більшість часу родина проживала у столиці, лише навідуючись влітку у Левків. У кінці листопада та грудні 1917 року селяни, дізнавшись про революцію, вчинили кілька нападів на маєток, захопили склад лісоматеріалів, зруйнували господарські будівлі, відмовлялись сплачувати оренду. Війська Центральної ради придушили цей виступ, але Анастасія Федорівна була змушена віддати в оренду селянам 600 десятин землі та зменшити орендну плату до 10 карбованців за десятину. У січні 1918 року у Левкові була окупаційна встановлена Радянська влада.
По смерті доньки Віри у 1920 році, графиня емігрує з родиною сина Федора до Франції.

### У складі УРСР
У період національної революції 1917–1921, село Левків не раз переходило з рук в руки різних сил, проте остаточну перемогу встановили більшовики.
Сільська рада утворена в 1919 році.
В 1923—1925 роках Левків був центром Левківського району. 1929 року на базі ТСОЗу створено колгосп «Передовик», а за два роки вже діяло три колгоспи, які об'єднають у 1959 році під назвою ім. ХХ з'їзду КПСС.
За часів СРСР Левків став одним з найбільших сіл України, чисельність населення швидко зростала. Відбувся швидкий розвиток хмільництва й сільського господарства. В селі функціонувало дві школи: середня і восьмирічна. Крім учнів села тут навчалися діти із навколишніх сіл Бистри, Калинівка, Клітчин. А також — колгосп, хмелесушарка (1971 рік), бібліотека, млин, лікарня на 12 ліжок з пологовим будинком (1933 рік), будинок культури ім. В. І. Леніна (1920), дитячий садочок.

#### Голодомор
В 1932–1933 та 1947 роках село пережило голод. Так, за даними Книги реєстрації актів цивільного стану Державного архіву Житомирської області, впродовж 1932-1933 років у селі померло 172 людини, імена яких відомі.

#### Німецько-радянська війна
Під час Німецько-радянської війни село зайняли німецькі війська вже 10 липня 1941 року, проте місцеве населення чинило опір, про що свідчить постійна співпраця з партизанськими загонами. 13 листопада 1943 року радянські війська звільнили село від нацистів, проте 19 листопада німецькі війська повернулися.
В ході Житомирсько-Бердичівської наступальної операції, війська 18 армії 1-го українського фронту продовжували наступ на Житомир. Після запеклих боїв, батальйон 395 стрілецької дивізії 29 грудня 1943 року близько 8.00 ранку підійшов на південь Левкова, а 317 сд — зайняла хутір Калинівку. Тож, цього дня Левків було остаточно звільнено від німців. Вже наступного дня противник надав запеклий опір на рубежі Студениця, Кмитів, Левків. 395 сд перенаправили на інше місце дислокації, а 71 сд залишилась у селі для відбиття контрударів противника з західного району (Бистрі, Станишівка), під час яких було поранено 13 солдат. Командний пункт 22-го стрілецького корпусу розмістили у Левкові.
Поступово жителі почали повертатись з евакуації. Відновили свою роботу лікарня, пологовий будинок, аптека, середня школа, клуб, бібліотека.
Загалом у Другій світовій брали участь 617 левківців, з них — 322 загинуло, 608 — нагороджено орденами й медалями СРСР. У 1950 році поблизу школи на Братській могилі (1943 р.) встановлено скульптуру солдата поруч з обеліском.

## Інфраструктура

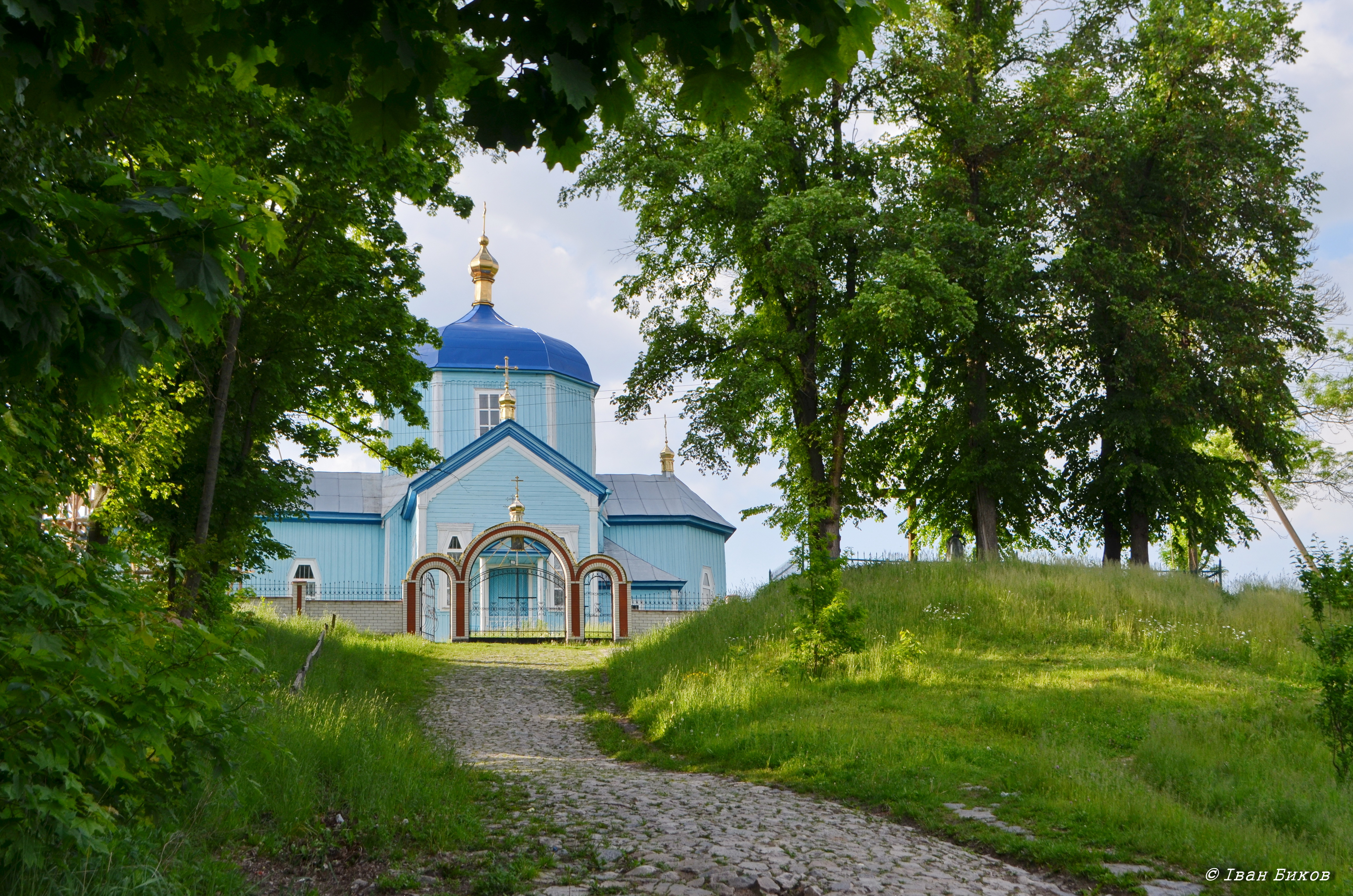
Церква Преображення Господнього. 1862 рік побудови

На території села функціонують Свято-Преображенська церква, загальноосвітня школа  І-ІІІ ступенів, амбулаторний пункт, будинок культури для відпочинку молоді, дитячий садочок «Золотий ключик», млин. Також на території селищної ради функціюють завод по виготовленню залізобетону «Свемон-центр», сільськогосподарське підприємство «Сонячний пагорб», Левківське відділення «Райпотребсоюзу», фермерські та приватні лісопильні господарства.

## Населення
|         | ≉ 1471 р. | 1545 р. | 1552 р. | 1628 р. | 1683 р. | 1906 р. | 1913 р. | 1973 | 2001 р. |  |
| ------- | --------- | ------- | ------- | ------- | ------- | ------- | ------- | ---- | ------- |  |
| Дворів  |           |         |         | 14      | 10      | 645     |         | 996  |         |  |
| Чоловік | ≉ 35      | 24      | 10      |         |         | 3486    | 3490    | 3464 | 2886    |  |

### Мова
Розподіл населення за рідною мовою за даними перепису 2001 року:
| Мова       | Відсоток |
| ---------- | -------- |
| українська | 98,79%   |
| російська  | 0,97%    |
| інші       | 0,24%    |

## Відомі люди
- Клименко Михайло Данилович — український поет-лірик, літературний редактор газети «Радянська Житомирщина», член Спілки письменників СРСР.
- Книш Олександр Олександрович (1982—2014) — старший сержант Збройних сил України, учасник російсько-української війни.
- Пономаренко Марія Антонівна — дитяча письменниця.
- Шахрай Олександр Васильович (1984—2015) — молодший сержант Збройних сил України, учасник російсько-української війни.
- Шевченко Олексій Володимирович (1988—2014) — старший солдат Збройних сил України, учасник російсько-української війни.

## Цікаві факти
- Історія цього села надзвичайно багата, тому уже досить довго зберігаються віковічні традиції які й досі можна спостерігати під час свят.
- Левковці були засновниками с. Березина, Туровець, Млинище та інших.
- Біля села є озеро, за формою схоже на кита. Посеред водойми є невеликий острівець, до якого веде дерев'яний місток. Місцина почала привертати увагу багатьох туристів, зокрема фотохудожників.[26]

## Галерея

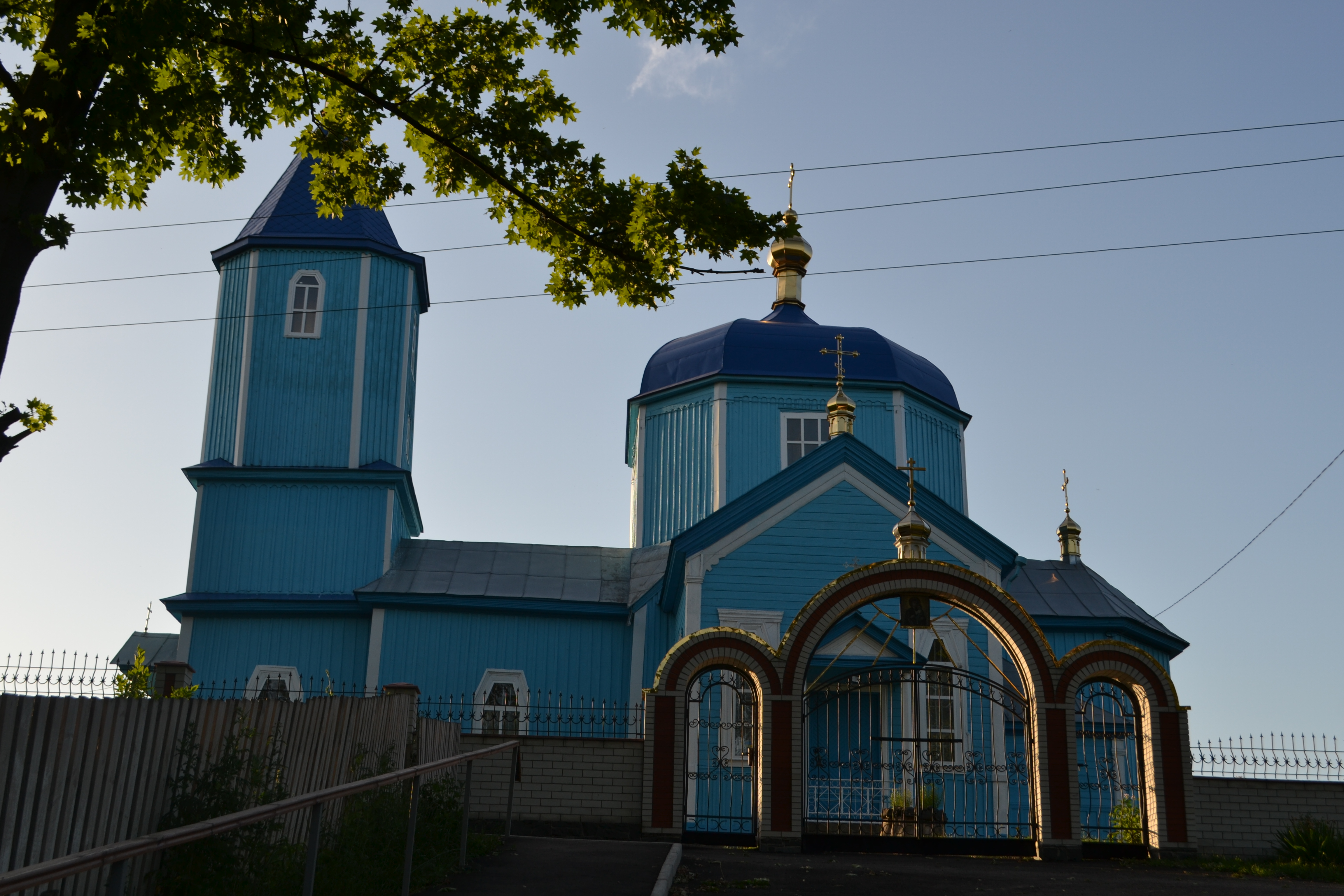
Церква Преображення Господнього
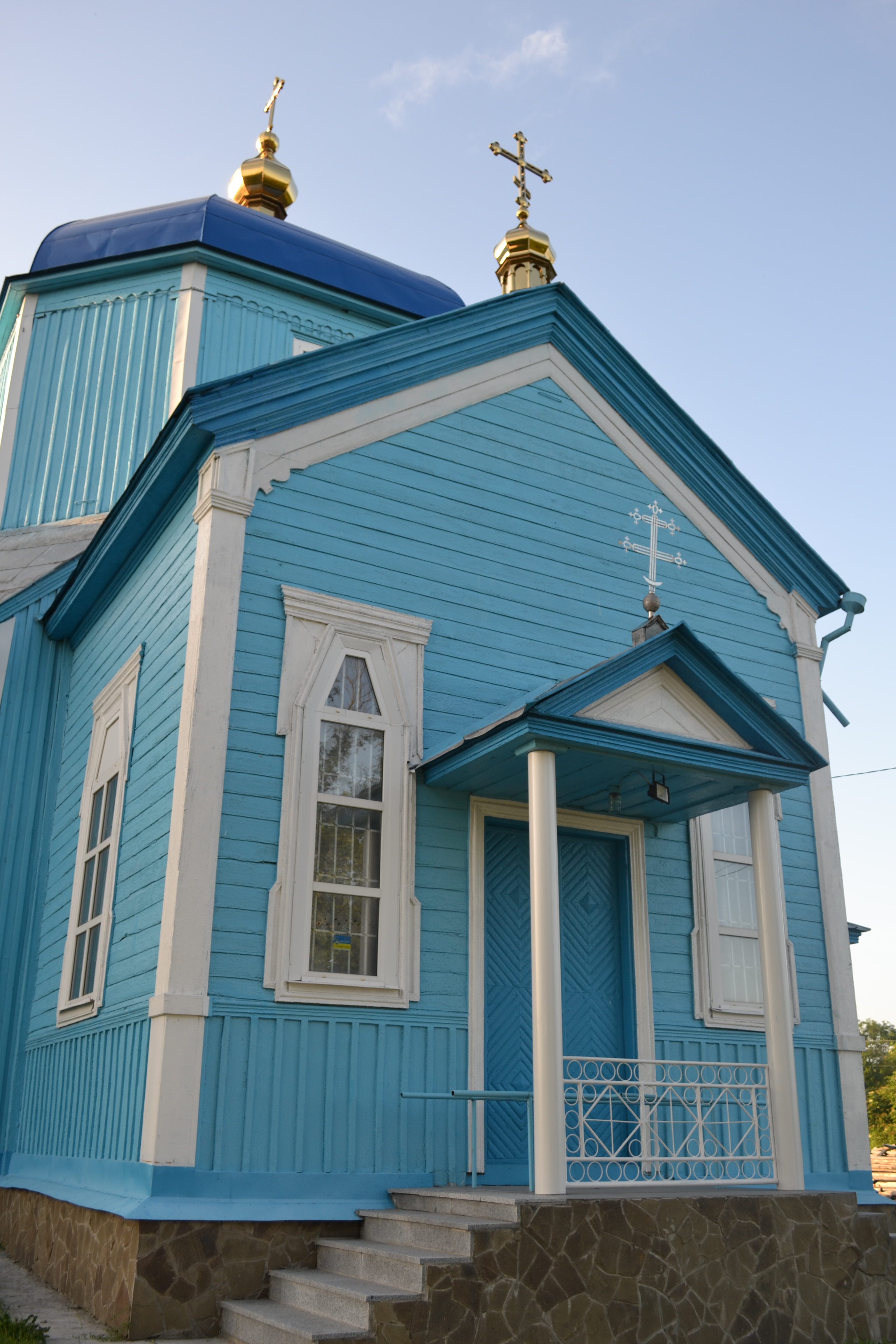
Дерев'яна церква
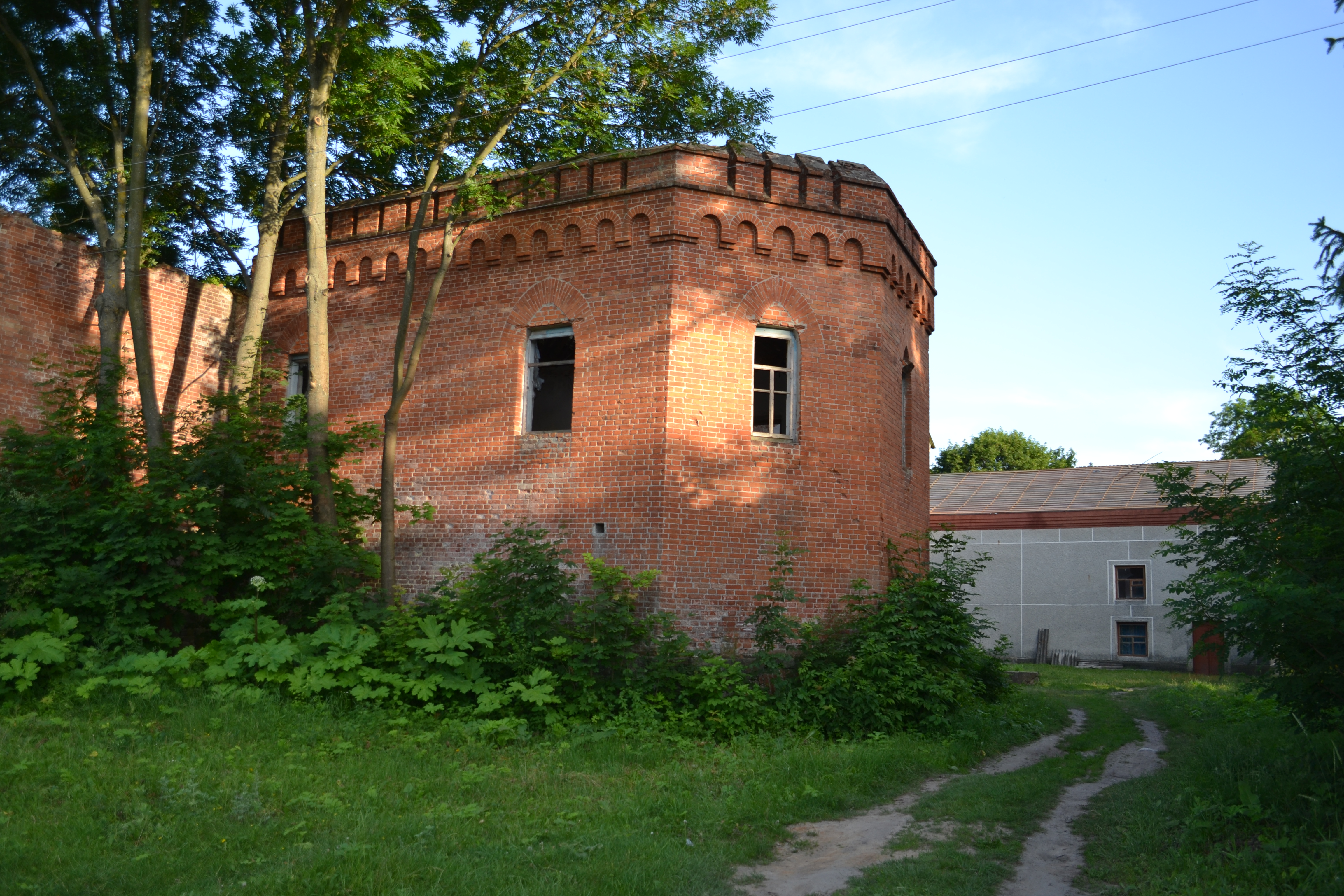
Будівлі колишньої садиби Ніродів
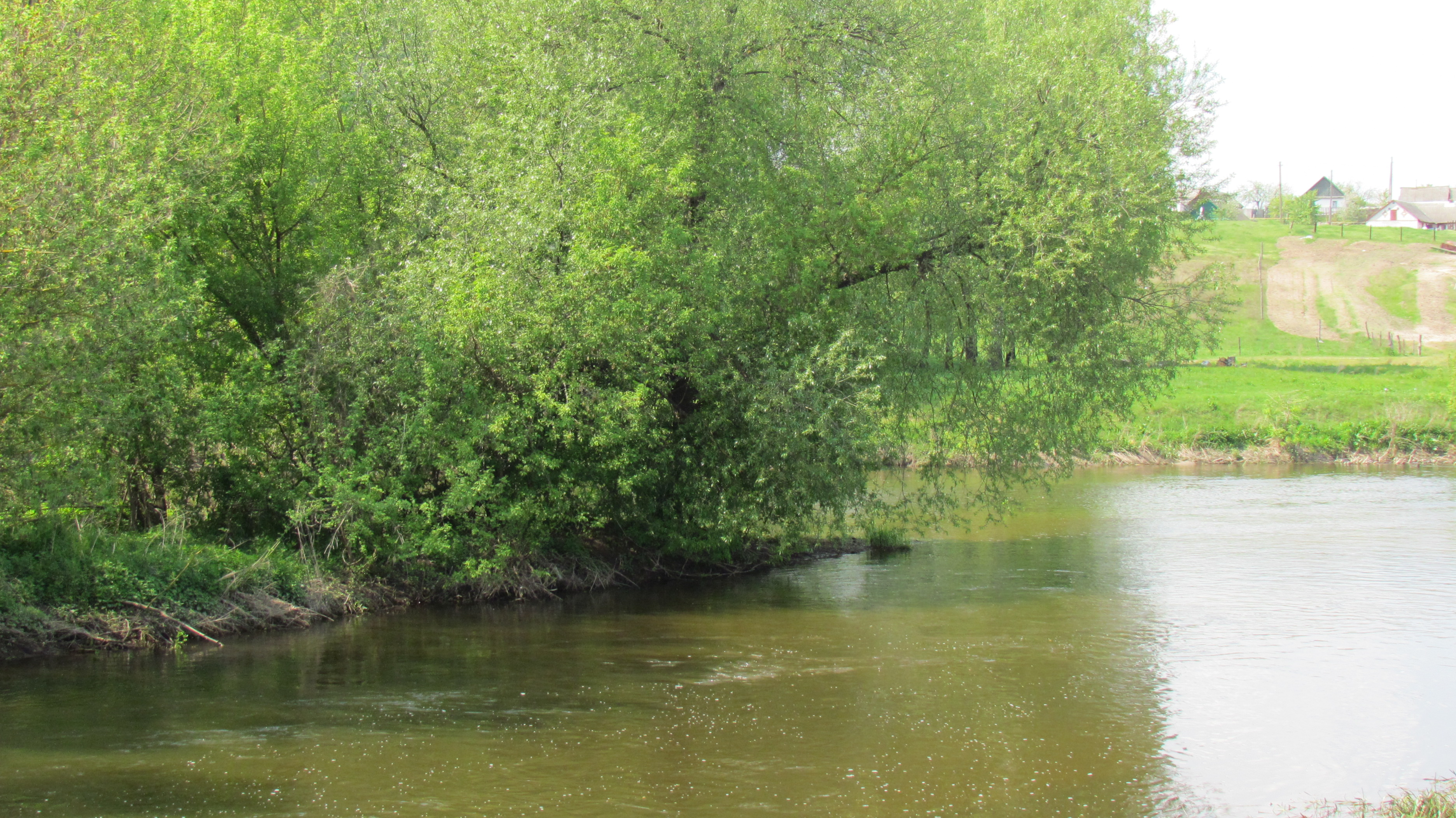
Тетерів
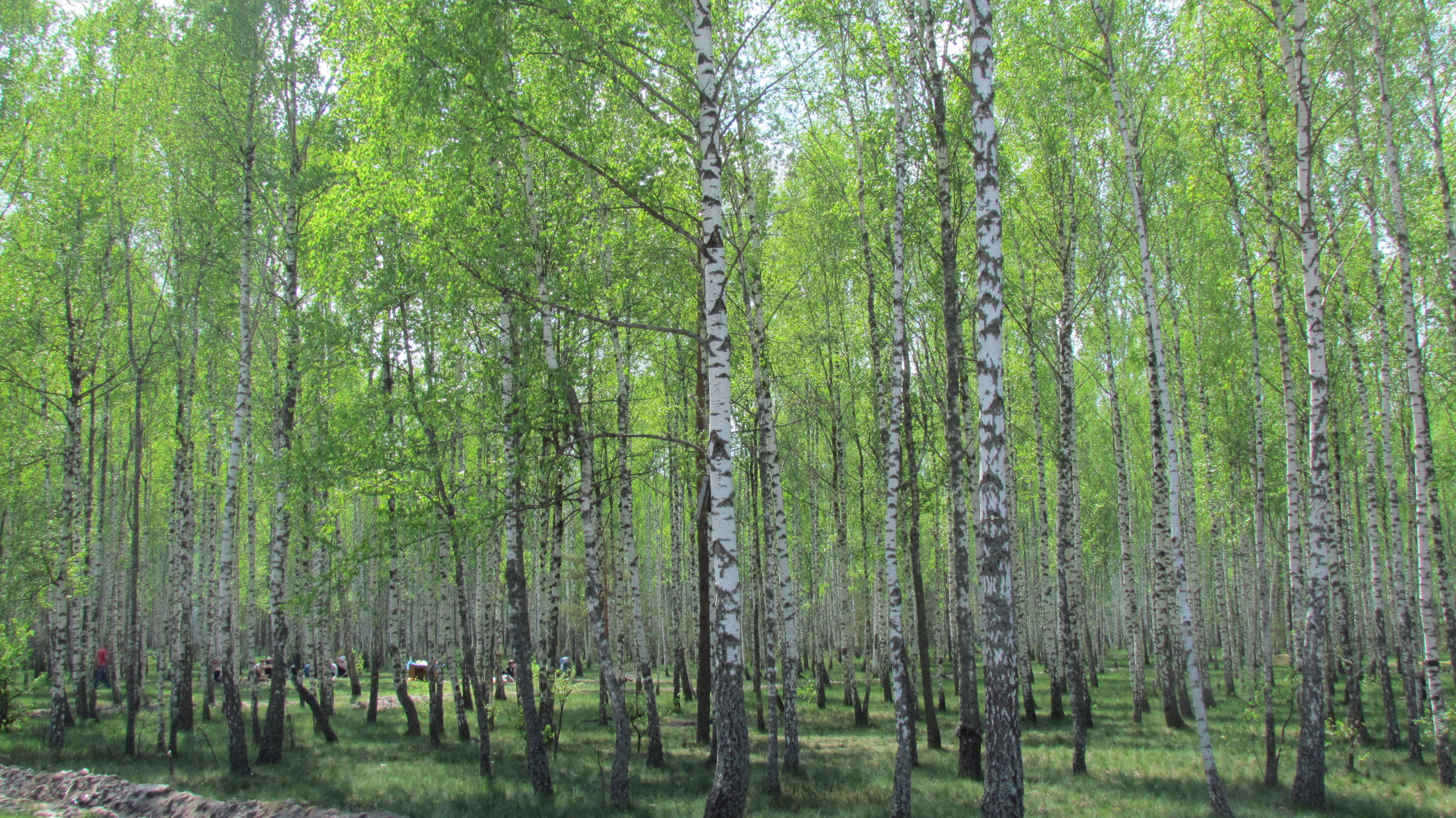
Березова посадка
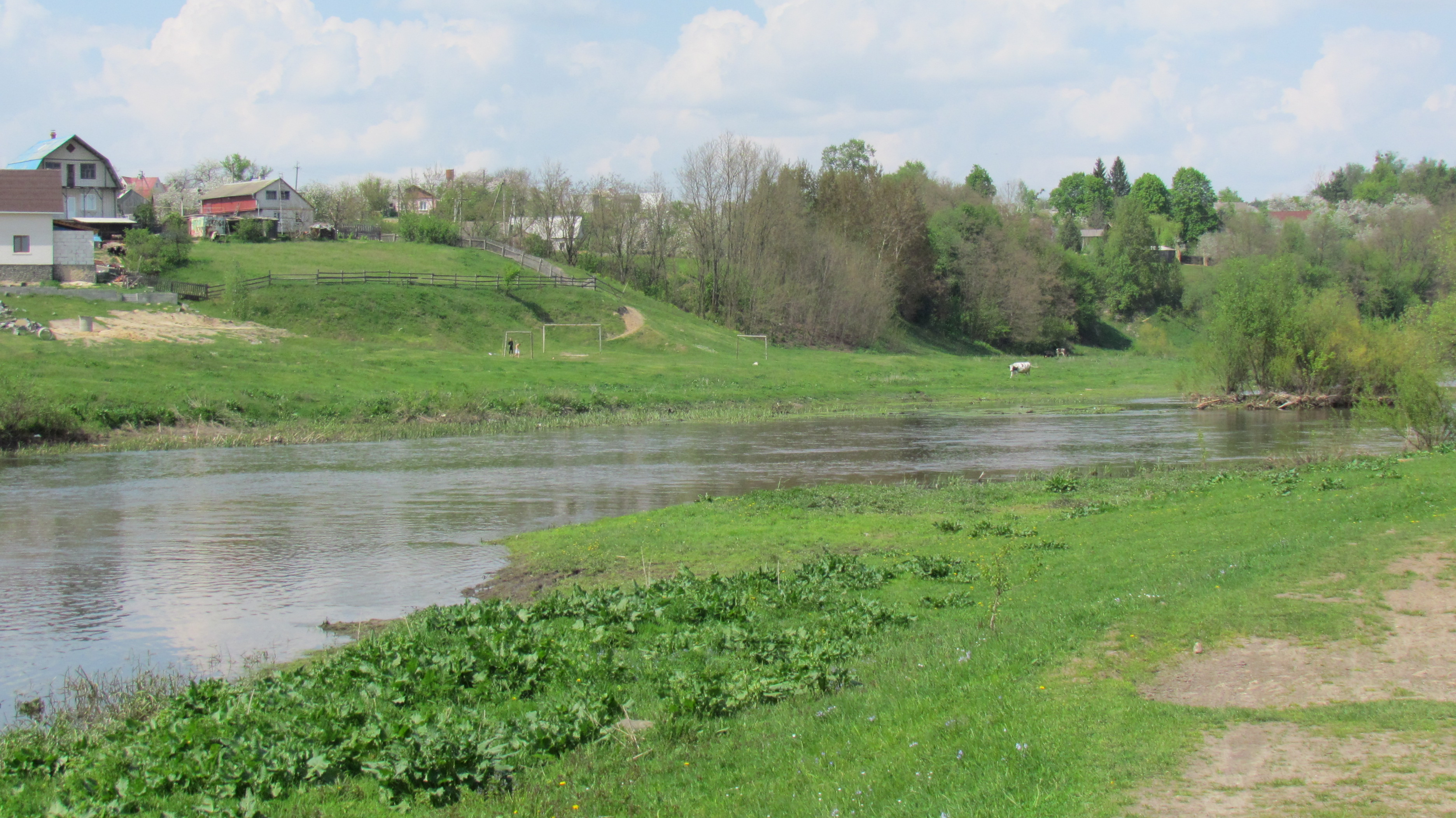
Тетерів